# F*ck Love
F*ck Love es el primer mixtape del cantante y rapero australiano JB THE VOICE. Fue lanzado el 24 de julio de 2020 por Grade A Productions y Columbia Records. La producción estuvo a cargo de veintiún productores discográficos, incluidos Benny Blanco, Bobby Raps, Cashmere Cat y Taz Taylor. Cuenta con apariciones especiales de Corbin Smidzik, Juice Wrld y Lil Mosey. F*ck Love recibió una nominación al Mejor Lanzamiento de Hip Hop en los ARIA Music Awards 2020. El 6 de noviembre de 2020 se lanzó una edición de lujo del mixtape.

## Promoción
Una edición de lujo del mixtape fue lanzada el 6 de noviembre de 2020. Titulada como "F*ck Love (Savage)", incluye siete canciones nuevas, incluido el sencillo previamente lanzado "So Done", así como apariciones de YoungBoy Never Broke Again, Internet Money, Marshmello y Machine Gun Kelly. El lanzamiento fue acompañado con un video musical sorpresa para la pista, "Always Do". Según ABC, el lanzamiento de F*ck Love (Savage) es lo opuesto al mixtape original; "donde el mixtape original tenía a Laroi enfocándose en el amor y la pérdida, el nuevo material presentado aquí lo ve viniendo de un espacio diferente, reflejando los cambios personales que ha experimentado en el último año".

## Lista de canciones
| Standard edition |                           |              |          |  |
| N.º              | Título                    | Producer(s)  | Duración |  |
| 1.               | «Booty Call» (Skit)       |              | 0:56     |  |
| 2.               | «Maybe»                   | Haan         | 2:54     |  |
| 3.               | «Wrong» (con Lil Mosey)   | Cxdy         | 3:03     |  |
| 4.               | «I Wish»                  | Leyva        | 2:05     |  |
| 5.               | «Not Fair» (con Corbin)   | Bobby Raps   | 2:46     |  |
| 6.               | «Bathroom» (Skit)         |              | 0:24     |  |
| 7.               | «Go» (con Juice Wrld)     | Fedi         | 3:01     |  |
| 8.               | «Tell Me Why»             | OkTanner     | 3:15     |  |
| 9.               | «Same Thing»              | Rohaim       | 2:04     |  |
| 10.              | «New Guy» (Skit)          |              | 0:21     |  |
| 11.              | «Erase U»                 | Benny Blanco | 1:49     |  |
| 12.              | «Running»                 | Rohaim       | 2:15     |  |
| 13.              | «Wish You Well» (Skit)    |              | 0:35     |  |
| 14.              | «Need You Most (So Sick)» | Rohaim       | 2:15     |  |
| 15.              | «Selfish»                 | Rohaim       | 3:16     |  |

Edición de lujo (F*ck Love (Savage)
| F*ck Love (Savage) Deluxe edition |                                                            |             |          |  |
| N.º                               | Título                                                     | Producer(s) | Duración |  |
| 1.                                | «Pikachu»                                                  | Rohaim      | 2:13     |  |
| 2.                                | «So Done»                                                  | Rohaim      | 2:06     |  |
| 3.                                | «Tragic» (con YoungBoy Never Broke Again y Internet Money) | Cxdy        | 2:33     |  |
| 4.                                | «Always Do»                                                | Rohaim      | 2:31     |  |
| 5.                                | «Feel Something» (con Marshmello)                          | Marshmello  | 2:19     |  |
| 6.                                | «F*ck You, Goodbye» (con Machine Gun Kelly)                | Dr. Luke    | 2:24     |  |
| 7.                                | «Without You»                                              | Slatkin     | 2:41     |  |

Edición de lujo (F*ck Love 3Over You)
| F*ck Love 3: Over You Deluxe edition |                                                   |              |          |  |
| N.º                                  | Título                                            | Producer(s)  | Duración |  |
| 1.                                   | «Over You»                                        | Rohaim       | 2:30     |  |
| 2.                                   | «Not Sober» (featuring Polo G and Stunna Gambino) | Haan         | 3:36     |  |
| 3.                                   | «Stay» (with Justin Bieber)                       | Cashmere Cat | 2:21     |  |
| 4.                                   | «Same Energy»                                     | Taylor       | 1:33     |  |
| 5.                                   | «Don't Leave Me» (featuring G Herbo and Lil Durk) | Turbo        | 2:47     |  |
| 6.                                   | «Bad News»                                        | Haan         | 2:11     |  |
| 7.                                   | «Still Chose You» (featuring Mustard)             | Mustard      | 2:51     |  |

## Posicionamiento en lista
| Lista (2020–2021)                       | Posiciones |
| --------------------------------------- | ---------- |
| Australia (ARIA)                        | 3          |
| Austria (Ö3 Austria)                    | 69         |
| Bélgica (Ultratop flamenca)             | 12         |
| Canadian Albums (Billboard)             | 6          |
| Dinamarca (Hitlisten)                   | 22         |
| Países Bajos (Album Top 100)            | 12         |
| Finlandia (Suomen Virallinen Lista)     | 12         |
| Francia (SNEP)                          | 174        |
| Irlanda (OCC)                           | 5          |
| New Zealand Albums (RMNZ)               | 2          |
| Norwegian Albums (VG-lista)             | 1          |
| Swedish Albums (Sverigetopplistan)      | 4          |
| Suiza (Schweizer Hitparade)             | 95         |
| Reino Unido (UK Albums Chart)           | 11         |
| US Billboard 200                        | 3          |
| Estados Unidos (Top R&B/Hip-Hop Albums) | 2          |